# Dicranus tucma
Dicranus tucma là một loài ruồi trong họ Asilidae. Dicranus tucma được Lynch & Arribálzaga miêu tả năm 1880. Loài này phân bố ở vùng Tân nhiệt đới.